# Buick Envista
La Buick Envista est un SUV compact coupé fabriqué par le constructeur automobile américain General Motors, commercialisé sous la marque Buick depuis 2022. Elle partage la plate-forme VSS-F de GM avec le Chevrolet Trax (commercialisé sous le nom de Seeker en Chine).
Dévoilée pour le marché chinois en août 2022, Buick a présenté l'Envista en avril 2023 aux États-Unis. L'Envista est fabriquée à Changwon, en Corée du Sud par GM Korea et en Chine par SAIC-GM.

## Caractéristiques
En Chine, l'Envista est équipée du moteur essence LYX, un moteur quatre cylindres en ligne turbocompressé de 1,5 L qui développe 181 chevaux et 248 Nm de couple associé à une transmission à variation continue.
Sur le marché nord-américain, l'Envista est propulsée par le moteur GM E-Turbo (LIH), un moteur essence trois cylindres en ligne turbocompressé de 1,2 L développant 136 chevaux et 220 Nm de couple, associé à une transmission automatique à six vitesses. L'Envista est proposée en trois niveaux de finition : Preferred, Sport Touring (ST) et Avenir.
Des jantes en alliage noires de 18 pouces sont de série sur la version ST, avec des jantes de 19 pouces disponibles. Des jantes en alliage gris vif de 19 pouces sont de série sur l'Avenir.

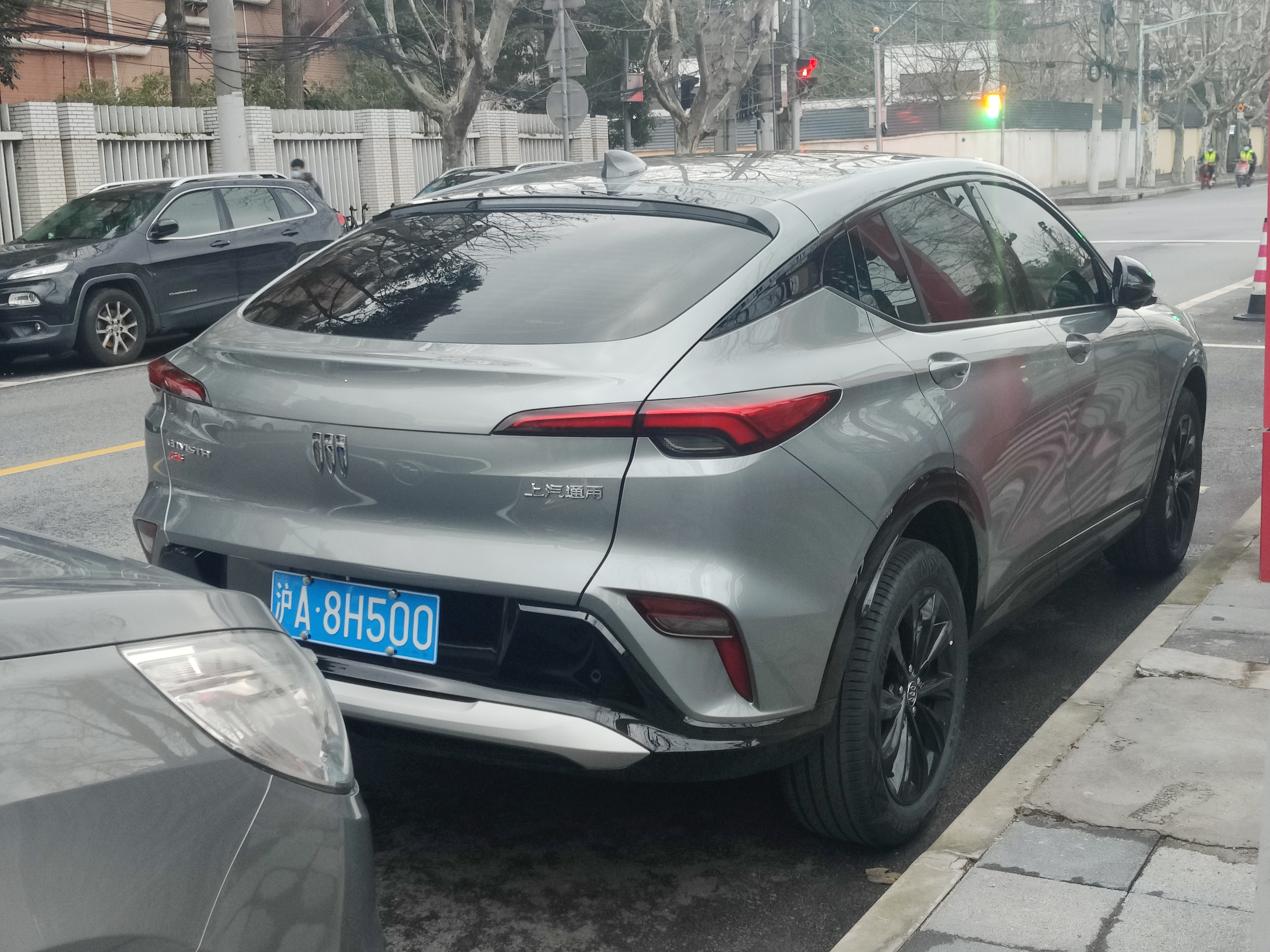
Vue arrière
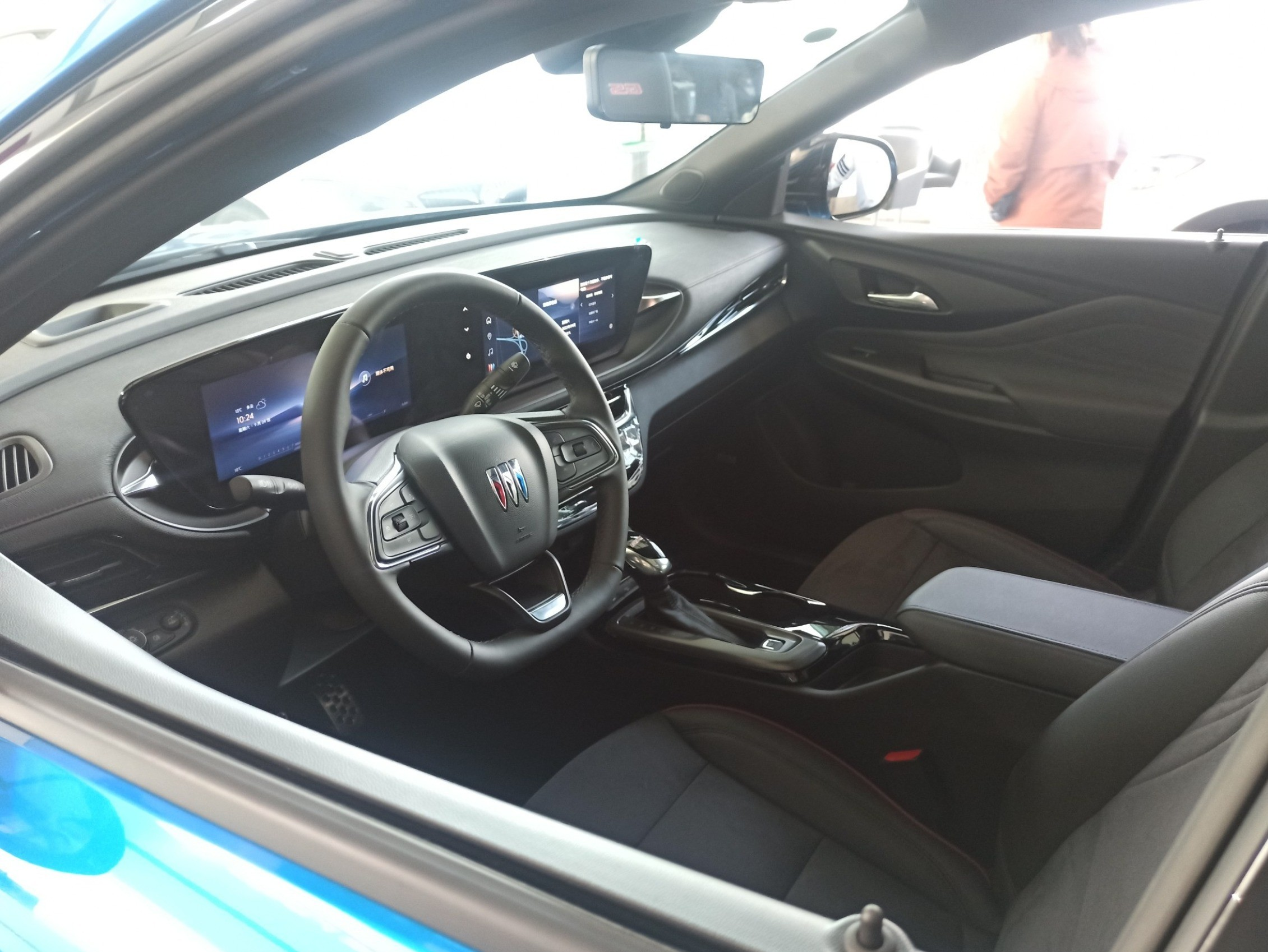
Intérieur